# Kyle Guy
Kyle Joseph Guy (Indianapolis, 11 agosto 1997) è un ex cestista e allenatore di pallacanestro statunitense.

## Carriera
È stato selezionato dai New York Knicks al secondo giro del Draft NBA 2019 (55ª scelta assoluta).

## Statistiche
| † | Denota una stagione in cui ha vinto il titolo |

### NCAA
| Anno       | Squadra            | PG  | PT | MP   | TC%  | 3P%  | TL%  | RP  | AP  | PRP | SP  | PP   |
| ---------- | ------------------ | --- | -- | ---- | ---- | ---- | ---- | --- | --- | --- | --- | ---- |
| 2016-2017  | Virginia Cavaliers | 34  | 6  | 18,6 | 43,9 | 49,5 | 71,4 | 1,7 | 1,3 | 0,4 | 0,0 | 7,5  |
| 2017-2018  | Virginia Cavaliers | 34  | 33 | 32,4 | 41,5 | 39,2 | 82,4 | 2,6 | 1,5 | 1,0 | 0,0 | 14,1 |
| 2018-2019† | Virginia Cavaliers | 38  | 38 | 35,4 | 44,9 | 42,6 | 83,3 | 4,5 | 2,1 | 0,7 | 0,1 | 15,4 |
| Carriera   | Carriera           | 106 | 77 | 29,1 | 43,3 | 42,5 | 80,6 | 3,0 | 1,6 | 0,7 | 0,0 | 12,5 |

#### Massimi in carriera
- Massimo di punti: 30 vs Marshall (31 dicembre 2018)[1]
- Massimo di rimbalzi: 10 vs Purdue (30 marzo 2019)
- Massimo di assist: 5 (2 volte)
- Massimo di palle rubate: 4 (2 volte)
- Massimo di stoppate: 1 (4 volte)
- Massimo di minuti giocati: 45 (2 volte)

### NBA

#### Regular season
| Anno      | Squadra          | PG | PT | MP  | TC%  | 3P%  | TL%  | RP  | AP  | PRP | SP  | PP  |
| --------- | ---------------- | -- | -- | --- | ---- | ---- | ---- | --- | --- | --- | --- | --- |
| 2019-2020 | Sacramento Kings | 3  | 0  | 3,3 | 40,0 | 0,0  | -    | 0,3 | 0,3 | 0,0 | 0,0 | 1,3 |
| 2020-2021 | Sacramento Kings | 31 | 0  | 7,6 | 33,0 | 28,3 | 80,0 | 1,1 | 1,0 | 0,2 | 0,0 | 2,8 |
| 2021-2022 | Miami Heat       | 19 | 0  | 9,8 | 40,0 | 35,0 | 66,7 | 0,9 | 0,9 | 0,4 | 0,1 | 3,9 |
| Carriera  | Carriera         | 53 | 0  | 8,1 | 36,1 | 30,3 | 75,0 | 1,0 | 0,9 | 0,2 | 0,0 | 3,1 |

#### Massimi in carriera
- Massimo di punti: 17 (2 volte)[2]
- Massimo di rimbalzi: 6 (2 volte)
- Massimo di assist: 5 (2 volte)
- Massimo di palle rubate: 3 vs Houston Rockets (31 dicembre 2021)
- Massimo di stoppate: 1 vs Sacramento Kings (2 gennaio 2022)
- Massimo di minuti giocati: 25 vs Golden State Warriors (3 gennaio 2022)

## Palmarès

### Squadra
- Campionato NCAA: 1

University of Virginia: 2019

### Individuale
- NCAA Most Outstanding Player:

2019